# Куракова, Екатерина Андреевна
Екатери́на Андре́евна Курако́ва (пол. Jekatierina Kurakowa, род. 24 июня 2002, Москва) — российская и польская фигуристка, выступающая в одиночном катании. Трёхкратная победительница турнира серии «Челленджер» Warsaw Cup (2019, 2022, 2023). Пятикратная чемпионка Польши (2019—2023).
По состоянию на 29 марта 2025 года занимает 17-е место в рейтинге Международного союза конькобежцев.

## Карьера
Родилась 24 июня 2002 года в Москве. В 2018 году с переходом в группу канадского специалиста Брайна Орсера Екатерина переехала в Торонто.
Екатерина Куракова начала заниматься фигурным катанием в возрасте четырёх лет. На протяжении долгого времени тренировалась в СШОР «Москвич». Под руководством Натальи Дубинской выучила все тройные прыжки. В 2017 году перешла в СШОР ЦСКА им. С. А. Жука в группу Инны Гончаренко. В этом же году начала процедуру смены спортивного гражданства, изъявив желание представлять сборную Польши.
В 2018 году в Польше начала сотрудничество с тренером Сильвией Новак-Требаской. В октябре 2018 года отправилась в Канаду, чтобы тренироваться под руководством Брайана Орсера в Toronto Cricket Club.
Выиграла Чемпионат четырёх стран, проходивший в середине декабря в Будапеште, таким образом став чемпионкой Польши. В феврале завоевала золотую медаль чемпионата Польши среди юниоров.
Из-за недавней смены спортивного гражданства до июня 2019 года не могла принимать участие в соревнованиях, проводимых под эгидой Международного союза конькобежцев.
Сезон 2019/2020 начала, дебютировав в двух этапах серии Гран-при среди юниоров, заняв пятое место в Латвии и седьмое в Польше. В ноябре выиграла международный турнир серии «Челленджер» Warsaw Cup.
В конце январе, участвовала в чемпионате Европы 2020, заняв десятое место. В марте выступила на чемпионате мира среди юниоров, проходившем в Таллинне, где заняла седьмое место. В марте должна была выступать на чемпионате мира, но был отменён из-за пандемии COVID-19.
На чемпионате мира 2021 в Стокгольме, заняла 32-е место в короткой программе, не отобравшись в произвольную программу.
Екатерина начала олимпийский сезон на Lombardia Trophy 2021, где выиграла серебряную медаль. В конце сентября участвовала в Nebelhorn Trophy, чтобы получить путёвку для Польши на зимние Олимпийские игры 2022. По итогам короткой программы занимала шестое место, но в произвольной программе заняла второе место, в итоге завоевав серебряную медаль.
Куракова дебютировала на этапе Гран-при Skate America 2021, где заняла девятое место. На турнире Warsaw Cup, завоевала бронзовую медаль. На шестом этапе Гран-при Rostelecom Cup, заняла девятое место.
В январе выступила на чемпионате Европы, проходившем в Таллине. По итогам короткой программы занимала пятое место с 67,47 балла, в произвольной программе заняла четвёртое место с 137,26 баллов, по итогу заняла пятое место с суммой баллов 204,73.
На Олимпийских играх в Пекине, после короткой программы расположилась на промежуточном 24 месте с 59,08 баллов, в произвольной программе расположилась на 12 месте с 126,76 баллов, в итоге заняла 12 место с суммой баллов 185,84.
В марте выступила на чемпионате мира, где после короткой программы расположилась на 16 месте с 61,92 баллов, в произвольной программе расположилась на 9 месте с 124,51 баллов, в итоге заняла 13 место с суммой баллов 186,43.

## Программы
| Сезон     | Короткая программа | Произвольная программа | Показательные номера                                            |
| --------- | --- | --- | --------------------------------------------------------------- |
| 2023—2024 | - «Убить Билла. Фильм 1»: - «Bang Bang (My Baby Shot Me Down)» Нэнси Синатра - «Battle Without Honor or Humanity» Томоясу Хотэй хореография: Иван Ригини           | - «Solas» Jamie Duffy - «My Way» Лука Д’Альберто - «White Flowers Take Their Bath» Мари Самуэльсен, Meredi, Scoring Berlin и Джонатан Стокхаммер хореография: Бенуа Ришо |                                                                 |
| 2022—2023 | - «Can't Help Falling In Love» - «A Little Less Conversation» Элвис Пресли хореография: Иван Ригини                                                                | - «Вверх»: - «We Are In The Club Nnow» - «Married Life» - «Up With Titles» - «Memories Can Weight You Down» Майкл Джаккино хореография: Массимо Скали                    | - «Пираты Карибского моря» Ханс Циммер хореография: Иван Ригини |
| 2021—2022 | - «Сентиментальный вальс, соч. 51 № 6» П. И. Чайковский хореография: Бенуа Ришо - «Steppe» René Aubry хореография: Бенуа Ришо                                      | - «Limelight» - «Огни большого города» - «Smile» Чарли Чаплин хореография: Бенуа Ришо                                                                                    | - «Чудо-женщина» в исполнении Тина Гуо                          |
| 2020—2021 | - «Together Again» - «Strawberry Bounce» - «Nasty» - «Rhythm Nation» Джанет Джексон хореография: Бенуа Ришо - «La vie en rose» Эдит Пиаф хореография: Дэвид Уилсон | - «Limelight» - «Огни большого города» - «Smile» Чарли Чаплин хореография: Бенуа Ришо                                                                                    |                                                                 |
| 2019—2020 | - «La vie en rose» Эдит Пиаф хореография: Дэвид Уилсон | - «Корсар»: - «Pas de deux» - «Medora’s variation» Адольф Адан хореография: Дэвид Уилсон                                                                                 |                                                                 |
| 2018—2019 | - «You Raise Me Up» в исполнении Celtic Woman | - «Poeta en el mar» - «Amor dulce muerte» - «Poeta en el viento» Висенте Амиго                                                                                           | - «You Raise Me Up» в исполнении Celtic Woman                   |
| 2016—2017 | - «You Raise Me Up» в исполнении Celtic Woman | - «Poeta en el mar» - «Amor dulce muerte» - «Poeta en el viento» Висенте Амиго                                                                                           |                                                                 |
| 2015—2016 | - «Knock on Wood» Safri Duo | - «Мулан» Джерри Голдсмит |                                                                 |

## Результаты

### За Польшу
| Соревнования                       | 18/19         | 19/20         | 20/21         | 21/22         | 22/23         | 23/24         | 24/25         |
| Международные                      | Международные | Международные | Международные | Международные | Международные | Международные | Международные |
| ---------------------------------- | ------------- | ------------- | ------------- | ------------- | ------------- | ------------- | ------------- |
| Зимние Олимпийские игры            |               |               |               | 12            |               |               |               |
| Чемпионат мира                     |               |               | 32            | 13            | 16            | 11            | 20            |
| Чемпионат Европы                   |               | 10            |               | 5             | 4             | 25            | 8             |
| Гран-при. Skate America            |               |               |               | 9             | 5             | 7             |               |
| Гран-при. Великобритания           |               |               |               |               | 5             |               |               |
| Гран-при. Cup of Russia            |               |               |               | 9             |               |               |               |
| Гран-при. Cup of China             |               |               |               |               |               | 7             |               |
| Челленджер. Warsaw Cup             |               | 1             |               | 3             | 1             | 1             |               |
| Челленджер. Lombardia Trophy       |               |               |               | 2             | 3             | 4             |               |
| Челленджер. Nebelhorn Trophy       |               |               |               | 2             |               |               |               |
| Челленджер. Мемориал Ондрея Непелы |               |               |               |               |               | 4             |               |
| Torun Cup                          |               | 1             |               |               |               |               |               |
| Универсиада                        |               |               |               |               | 5             |               |               |
| Командные                          |               |               |               |               |               |               |               |
| Japan Open                         |               |               |               |               | 3             |               |               |
| Международные среди юниоров        |               |               |               |               |               |               |               |
| Чемпионат мира среди юниоров       |               | 7             |               |               |               |               |               |
| Этапы юниорского Гран-при. Латвия  |               | 5             |               |               |               |               |               |
| Этапы юниорского Гран-при. Польши  |               | 7             |               |               |               |               |               |
| Национальные                       |               |               |               |               |               |               |               |
| Чемпионаты Польши                  | 1             | 1             | 1             | 1             | 1             |               |               |
| Чемпионат Польши среди юниоров     | 1             | 1             |               |               |               |               |               |

### За Россию
| Соревнования                | 15/16                       | 16/17                       |
| Международные среди юниоров | Международные среди юниоров | Международные среди юниоров |
| --------------------------- | --------------------------- | --------------------------- |
| Torun Cup                   | 1                           | 1                           |
| Национальные среди юниоров  |                             |                             |
| Первенство России           | 15                          | 9                           |